# Puchar Wielkich Mistrzów 2013
Puchar Wielkich Mistrzów 2013 – siatkarski turniej rozegrany w dniach 19-24 listopada 2013 roku w Japonii.

## System rozgrywek
W Pucharze Wielkich Mistrzów 2013 wzięli udział mistrzowie poszczególnych konfederacji, gospodarz (Japonia) oraz drużyna, która otrzyma dziką kartę. Wszystkie reprezentacje rozegrały ze sobą po jednym spotkaniu. Zespół, który po rozegraniu wszystkich meczów miał najwięcej punktów, zdobył puchar.

## Hale sportowe
Puchar Wielkich Mistrzów 2013 rozegrany został na dwóch halach sportowych: w miastach Kioto i Tokio

## Drużyny uczestniczące
| Reprezentacja     | Miejsce w poprzednim pucharze | Miejsce w rankingu FIVB | Sposób kwalifikacji                            |
| ----------------- | ----------------------------- | ----------------------- | ---------------------------------------------- |
| Japonia           | 3                             | 17                      | gospodarz                                      |
| Brazylia          | 1                             | 1                       | mistrz Ameryki Południowej                     |
| Stany Zjednoczone | nie brał udziału              | 4                       | mistrz Ameryki Północnej, Środkowej i Karaibów |
| Rosja             | nie brał udziału              | 2                       | mistrz Europy                                  |
| Iran              | 5                             | 12                      | mistrz Azji                                    |
| Włochy            | nie brał udziału              | 3                       | dzika karta                                    |

## Hale sportowe
Puchar Wielkich Mistrzów 2013 rozegrany został na dwóch halach sportowych: w miastach Osaka i Nagoja
| Zdjęcie | Nazwa                        | Miasto | Widzów |
| ------- | ---------------------------- | ------ | ------ |
|         | Tokyo Metropolitan Gymnasium | Tokio  | 10 000 |
|         | Kyoto Prefectural Gymnasium  | Kioto  | 5 500  |

## Wyniki spotkań

### I runda - Kioto
| Data  | Drużyna 1         | Wynik | Drużyna 2         | 1     | 2     | 3     | 4     | 5     | * |
| ----- | ----------------- | ----- | ----------------- | ----- | ----- | ----- | ----- | ----- | - |
| 19.11 | Włochy            | 3:1   | Rosja             | 28:26 | 25:20 | 19:25 | 27:25 |       |   |
| 19.11 | Iran              | 1:3   | Brazylia          | 16:25 | 17:25 | 27:25 | 23:25 |       |   |
| 19.11 | Stany Zjednoczone | 3:1   | Japonia           | 25:17 | 25:17 | 21:25 | 25:20 |       |   |
| 20.11 | Włochy            | 2:3   | Iran              | 24:26 | 25:16 | 23:25 | 25:23 | 12:15 |   |
| 20.11 | Brazylia          | 3:0   | Stany Zjednoczone | 31:29 | 25:23 | 25:23 |       |       |   |
| 20.11 | Rosja             | 3:0   | Japonia           | 25:16 | 25:17 | 25:18 |       |       |   |

### II runda - Tokio
| Data  | Drużyna 1         | Wynik | Drużyna 2         | 1     | 2     | 3     | 4     | 5     | * |
| ----- | ----------------- | ----- | ----------------- | ----- | ----- | ----- | ----- | ----- | - |
| 22.11 | Stany Zjednoczone | 3:2   | Włochy            | 25:21 | 20:25 | 22:25 | 28:26 | 15:13 |   |
| 22.11 | Iran              | 0:3   | Rosja             | 23:25 | 23:25 | 19:25 |       |       |   |
| 22.11 | Japonia           | 0:3   | Brazylia          | 17:25 | 23:25 | 18:25 |       |       |   |
| 23.11 | Iran              | 3:2   | Stany Zjednoczone | 28:26 | 19:25 | 19:25 | 27:25 | 18:16 |   |
| 23.11 | Rosja             | 3:2   | Brazylia          | 20:25 | 22:25 | 25:21 | 25:17 | 15:8  |   |
| 23.11 | Włochy            | 3:0   | Japonia           | 25:16 | 25:21 | 25:21 |       |       |   |
| 24.11 | Brazylia          | 3:2   | Włochy            | 25:22 | 25:22 | 23:25 | 20:25 | 15:11 |   |
| 24.11 | Stany Zjednoczone | 0:3   | Rosja             | 27:29 | 22:25 | 19:25 |       |       |   |
| 24.11 | Japonia           | 0:3   | Iran              | 17:25 | 18:25 | 14:25 |       |       |   |

## Tabela końcowa
| Lp. | Drużyna           | Pkt | Mecze | Mecze | Mecze | Sety | Sety | Sety  | Małe punkty | Małe punkty | Małe punkty |
| Lp. | Drużyna           | Pkt | M     | W     | P     | wyg. | prz. | ratio | zdob.       | str.        | ratio       |
| --- | ----------------- | --- | ----- | ----- | ----- | ---- | ---- | ----- | ----------- | ----------- | ----------- |
| 1   | Brazylia          | 12  | 5     | 4 (1) | 1 (1) | 14   | 6    | 2.333 | 461         | 428         | 1.077       |
| 2   | Rosja             | 11  | 5     | 4 (1) | 1 (0) | 13   | 5    | 2.600 | 432         | 380         | 1.137       |
| 3   | Włochy            | 9   | 5     | 2 (0) | 3 (3) | 12   | 10   | 1.200 | 498         | 477         | 1.044       |
| 4   | Iran              | 7   | 5     | 3 (2) | 2 (0) | 10   | 10   | 1.000 | 439         | 450         | 0.976       |
| 5   | Stany Zjednoczone | 6   | 5     | 2 (1) | 3 (1) | 8    | 12   | 0.667 | 466         | 460         | 1.013       |
| 6   | Japonia           | 0   | 5     | 0 (0) | 5 (0) | 1    | 15   | 0.067 | 295         | 396         | 0.745       |

Źródło: fivb.org
Punktacja: 3:0 i 3:1 – 3 pkt; 3:2 – 2 pkt; 2:3 – 1 pkt; 1:3 i 0:3 – 0 pkt
Zasady ustalania kolejności: 1. liczba punktów; 2. liczba zwycięstw; 3. stosunek setów; 4. stosunek małych punktów; 5. bilans w bezpośrednich meczach

## Klasyfikacja końcowa
| Miejsce | Reprezentacja     |
| ------- | ----------------- |
| złoto   | Brazylia          |
| srebro  | Rosja             |
| brąz    | Włochy            |
| 4.      | Iran              |
| 5.      | Stany Zjednoczone |
| 6.      | Japonia           |

### Nagrody indywidualne
| Najlepszy zawodnik (MVP) | Najlepszy rozgrywający | Najlepszy atakujący | Najlepsi przyjmujący           | Najlepsi środkowi               | Najlepszy libero |
| ------------------------ | ---------------------- | ------------------- | ------------------------------ | ------------------------------- | ---------------- |
| Dmitrij Muserski         | Bruno Rezende          | Wallace de Souza    | Filippo Lanza Dmitrij Iljinych | Maxwell Holt Emanuele Birarelli | Farhad Zarif     |